# Les deux mondes de Joe Dassin
«Les deux mondes de Joe Dassin» (франц. «Два світи Джо Дассена») — другий успішний альбом французького співака Джо Дассена. Платівка вийшла в 1967 році. Пісні «Les Dalton» та «Marie-Jeanne» відразу зайняли перші місця французьких та європейських хіт-парадів музики.

## Композиції
| #   | Назва                            | Тривалість |
| --- | -------------------------------- | ---------- |
| 1.  | «Les Dalton»                     | 2:38       |
| 2.  | «Pauvre Doudou»                  | 2:42       |
| 3.  | «Tout bébé a besoin d'une maman» | 3:05       |
| 4.  | «The last thing on my mind»      | 2:56       |
| 5.  | «Saint James Infirmary Blues»    | 3:09       |
| 6.  | «L'ombre d'un amour»             | 2:52       |
| 7.  | «Paper heart»                    | 2:13       |
| 8.  | «Marie-Jeanne»                   | 4:10       |
| 9.  | «Hello hello!»                   | 2:20       |
| 10. | «My funny Valentine»             | 4:16       |
| 11. | «Viens voir le loup»             | 2:56       |

## Відеокліп
- YouTube «Les Dalton» [Архівовано 19 лютого 2011 у Wayback Machine.] (англ.)